# The Witch and the Beast
The Witch and the Beast (魔女と野獣 Majo to Yajū?) este o serie manga scrisă și ilustrată de Kousuke Satake. A început serializarea în Young Magazine the 3rd pe 6 noiembrie 2016. După publicarea ultimului capitol, seria a fost mutată în revista Monthly Young Magazine. Începând cu august 2022, capitolele sale au fost colectate în zece volume tankōbon. Un serial anime produs de Yokohama Animation Laboratory a început difuzarea pe 11 ianuarie 2024.

## Personaje
Guideau (ギド Gido?)
Dublaj voce: Yō Taichi 
Ashaf (アシャフ Ashafu?)
Dublaj voce: Toshiyuki Morikawa 
Ione (イオーネ Iōne?)
Dublaj voce: Yoko Hikasa 
Mary (マリー Marī?)
Dublaj voce: Noriko Shibasaki 
Kiera Haines (キーラ・ヘインス Kīra Heinsu?)
Dublaj voce: Junko Minagawa 
Reuben Cole (ルーベン・コール Rūben Kōru?)
Dublaj voce: Hidenobu Kiuchi 
Shulk (シュルク Shuruku?)
Dublaj voce: Atsushi Kousaka 
Loran (ロラン Roran?)
Dublaj voce: Takuma Terashima 
Phanora Kristoffel (ファノーラ・クリストフル Fanōra Kurisutofuru?)
Dublaj voce: Saori Hayami 
Johan (ヨハン Yohan?)
Dublaj voce: Ryōta Ōsaka 
Jeff Enker (ジェフ・エンカー Jefu Enkā?)
Dublaj voce: Hozumi Gōda 
Necromancer (死霊魔術師 Shiryō Majutsushi?)
Dublaj voce: Nozomu Sasaki 
Helga Velvet (へルガ・ベルベット Heruga Berubetto?)
Dublaj voce: Miyu Tomita 
Magic Sword Ashgan (魔剣アシュガン Maken Ashugan?)
Dublaj voce: Rintarō Nishi 
Matt Cougar (マット・クーガ Matto Kūga?)
Dublaj voce: Akira Ishida 
The Executioner (処刑人 Shokei hito?)
Dublaj voce: Kazuhiro Yamaji 
Farmus (ファーマス Fāmasu?)
Dublaj voce: Kōsei Hirota 
Lowell (ローエル Rōeru?)
Dublaj voce: Yū Kobayashi 

## Media

### Manga
Seria este scrisă și ilustrată de Kousuke Satake și a început serializarea în Young Magazine the 3rd pe 6 noiembrie 2016. După ce Young Magazine the 3rd a publicat ultimul capitol în aprilie 2021, începând cu 20 mai, seria a fost mutată în noua revistă Monthly Young Magazine. Seria a intrat într-o pauză inițială de două luni după ianuarie 2023, care a fost ulterior prelungită din cauza sănătății lui Satake. Primul volum tankōbon a fost lansat pe 20 septembrie 2017. Capitolele au fost colectate în 10 volume tankōbon până în august 2022.
Kodansha USA a anunțat la New York Comic Con 2019 faptul că au licențiat seria pentru publicarea în engleză

#### Listă volume
| Nr. | Data lansării în japoneză | ISBN original     | Data lansării în engleză | ISBN engleză      |
| --- | ------------------------- | ----------------- | ------------------------ | ----------------- |
| 1   | 20 septembrie 2017        | 978-4-06-382968-6 | 27 octombrie 2020        | 978-1-64651-021-4 |
| 2   | 20 decembrie 2017         | 978-4-06-510306-7 | 24 noiembrie 2020        | 978-1-64651-022-1 |
| 3   | 20 septembrie 2018        | 978-4-06-512701-8 | 8 decembrie 2020         | 978-1-64651-023-8 |
| 4   | 20 februarie 2019         | 978-4-06-514555-5 | 9 februarie 2021         | 978-1-64651-024-5 |
| 5   | 19 septembrie 2019        | 978-4-06-516935-3 | 22 iunie 2021            | 978-1-64651-171-6 |
| 6   | 18 martie 2020            | 978-4-06-519002-9 | 20 iulie 2021            | 978-1-64651-225-6 |
| 7   | 20 octombrie 2020         | 978-4-06-521003-1 | 9 noiembrie 2021         | 978-1-64651-237-9 |
| 8   | 20 aprilie 2021           | 978-4-06-522941-5 | 8 februarie 2022         | 978-1-64651-302-4 |
| 9   | 20 ianuarie 2022          | 978-4-06-526484-3 | 26 septembrie 2022       | 978-1-64651-391-8 |
| 10  | 19 august 2022            | 978-4-06-529081-1 | 28 februarie 2023        | 978-1-64651-607-0 |

### Anime
În august 2022 a fost anunțată o adaptare anime a seriei. A fost confirmat mai târziu faptul că adaptarea va fi produsă de Yokohama Animation Laboratory și regizată de Takayuki Haimana. Yūichirō Momose are rolul de scenarist, Hiroya Iijima realizează designul personajelor și Hanae Nakamura împreună cu Natsumi Tabuchi compun muzica. Difuzarea a început pe 11 ianuarie 2024 pe canelele de televiziune TBS, BS11 și încă altele. Crunchyroll a licențiat serialul în afara Asiei. Plus Media Networks Asia a licențiat serialul în Asia de sud-est.

## Recepție
Ca parte din ghidul pentru manga din toamna anului 2021 a lui Anime News Network, Rebecca Silverman și Caitlin Moore au făcut o recenzie a primului volum pentru website. Ambele au lăudat desenele și ideea povești, în timp ce critică modul în care povestea este executată. Sarah de la Anime UK News de asemenea a lăudat desenele, în timp ce critica personajele. Spre deosebire de alți critici, Che Gilson de la Otaku USA a lăudat povestea și decorul, pe lângă desene.
Seria are peste 500,000 de copii în circulație.